# Bazoches (Adelsgeschlecht)

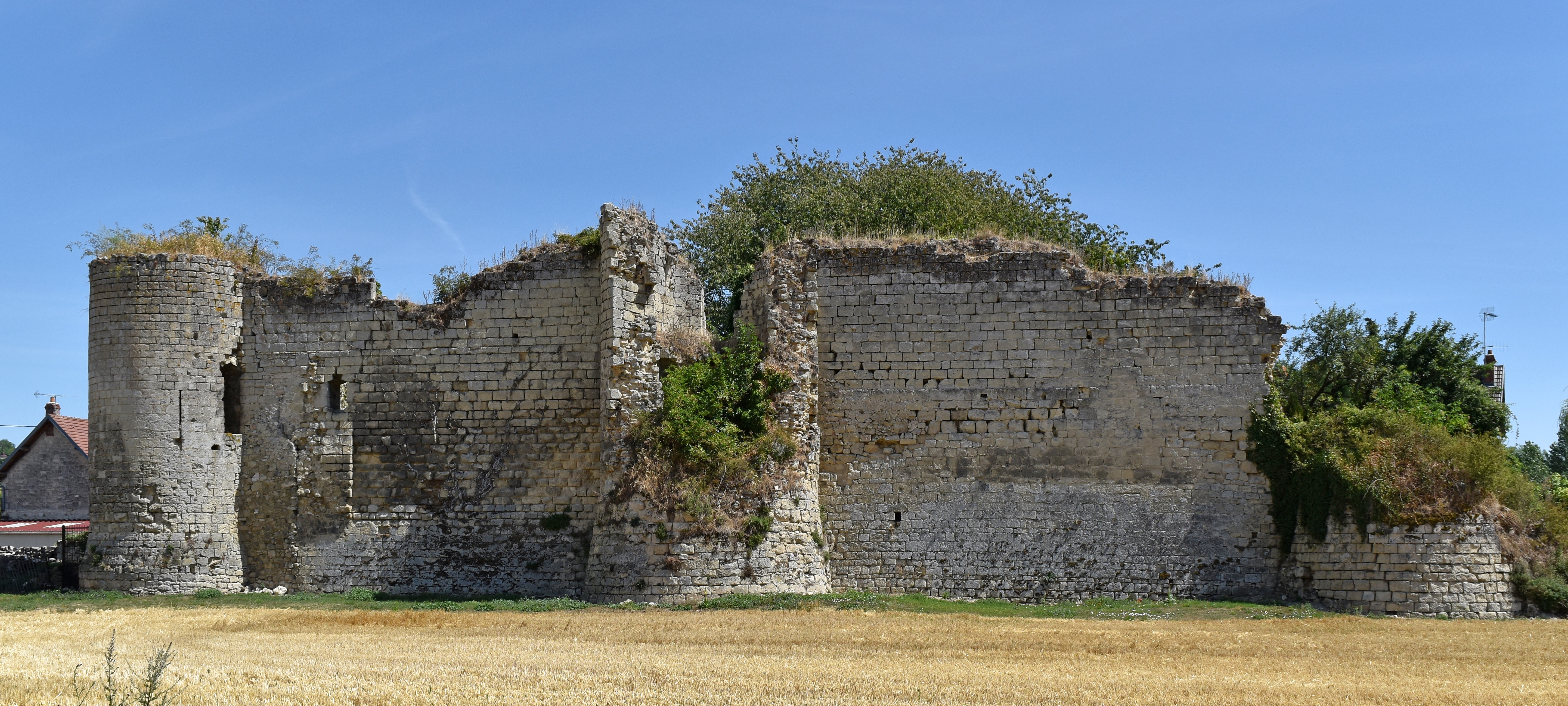
Die Ruine der Burg von Bazoches-sur-Vesles.

Das Haus Bazoches war eine Familie des Feudaladels der hochmittelalterlichen Champagne in Frankreich die vom 11. bis 13. Jahrhundert existierte. Ihr Stammsitz war die Burg von Bazoches-sur-Vesles (Dépt. Aisne).

## Geschichte
Ausgehend von den genealogischen Abhandlungen des André Duchesne († 1640) aus dem 17. Jahrhundert etablierte sich im historiografischen Gedächtnis eine bis in das 20. Jahrhundert geltende Auffassung, dass die Familien der Herren von Bazoches und die der Herren von Châtillon (Châtillon-sur-Marne) denselben genealogischen Ursprung hatten. So sei ihr gemeinsamer Stammvater der im 11. Jahrhundert lebende „Miles Seigneur de Chastillon & de Basoches“ gewesen, zu dessen unmittelbarer Nachkommenschaft auch noch Papst Urban II. gezählt habe. Doch weder Duchesne noch irgendein ihn kritiklos übernehmender Geschichtsforscher (z. B. Maximilien Melleville, † 1872) konnte den Nachweis für eine Verwandtschaft beider Familien mittels überlieferter Schriftdokumente tatsächlich erbringen, noch die Existenz des vermeintlichen Stammvaters nachweisen. Einzig eine in das Jahr 1155 datierte Urkunde aus dem Kartular der Priorei Longueau (bei Baslieux-sous-Châtillon, Arr. Reims) enthält einen vagen Hinweis auf eine mögliche Verwandtschaft, sofern der hier als Zeuge erscheinende Gervasius von Châtillon tatsächlich identisch mit dem zeitgleich lebenden Gervasius von Bazoches war, dem Vater des Chronisten Guido von Bazoches († 1203).
Bazoches-sur-Vesles liegt auf etwa halber Strecke zwischen Soissons und Reims. Hier an der alten von Chalon-sur-Saône nach Boulogne-sur-Mer hinaufführenden Via Agrippa sollen im 3. Jahrhundert die Märtyrer Rufinus und Valerius bestattet worden sein, über deren Gräbern später eine Basilika errichtet wurde, um die herum sich eine Siedlung bildete, die im 10. Jahrhundert schlicht als villa quae Basilica bekannt war. Im Frankenreich lag der Ort im Pagus Tardanensis und gehörte zum Sprengel des Bistums Soissons unmittelbar an das des Erzbistums Reims angrenzend. Die Bischöfe von Soissons unterhielten direkt neben dem Kirchenbau eine Residenz. Im 10. Jahrhundert überzogen die Normannen die Region mit regelmäßigen Raubzügen, was die kirchliche Obrigkeit zur Transferierung der Reliquien der Märtyrer in die sicheren Städte veranlasste. Als weitere Maßnahme zur Abwehr der Raubhorden diente auch die Errichtung von Befestigungen an strategisch bedeutsamen Orten. So wurde auch zur Absicherung der Straße zwischen Soissons und Reims am Ort Basilica eine Burg erbaut, die offenbar mit Dienstmannen der Bischöfe von Soissons besetzt wurde.
Der erste namentlich bekannte Burgherr war Manasses (Manasses de Basilica), der im späten 11. Jahrhundert in Anwesenheit des Bischofs von Soissons und des Erzbischofs von Reims der Kirche Saint-Thibaut (südlich von Bazoches) eine Schenkung tätigte. Danach tritt 1122 der Burgherr Hugo (Hugo dominus Basulensis castri) auf, der im Konsens mit seiner Frau Basilie und den Söhnen Guido, Walter und Hugo der Kirche Saint-Rufin et Valère zuvor entwendetes Gut restituierte. Der Kreuzritter Gervaise von Bazoches, der ab 1104 im Königreich Jerusalem verbürgt ist und 1108 in Damaskus enthauptet wurde, war vermutlich ein Familienangehöriger, vielleicht als jüngerer Bruder Hugos von Bazoches. Er wird mit dem 1101 in Coulommiers als urkundlicher Zeuge für die Gräfin Adela von Blois auftretenden Ritter Gervasius de Monte sanctæ Mariæ (heute Mont-Notre-Dame, südwestlich von Bazoches) identifiziert.
Erst ab Gervasius von Bazoches (Gervasio de Basochis) und dessen Ehefrau Hadewidis von Rumigny kann eine bis ins 13. Jahrhundert reichende Stammreihe des Hauses Bazoches nachvollzogen werden. Die Familie war aufs engste mit der klerikalen Hierarchie der Champagne verbunden und stellte selbst mehrere Bischöfe. Lehnsrechtlich waren sie Vasallen der Bischöfe von Soissons, denen auch ihre ligische Treue galt (ligius salva fidelitate episcopi Suessionensis) nachdem sie Lehen zu Händen der Grafen von Champagne genommen hatten. Diese feudalrechtliche Beziehung bekundete Nikolaus II. von Bazoches noch im November 1232 gegenüber seinem Bruder Bischof Jakob von Soissons.

## Stammliste
1. Gervasius († nach 1158), Herr von Bazoches; ⚭ Hadewidis von Rumigny[10]
  1. Guido von Bazoches (* vor 1146, † 1203), Kantor der Kathedrale Saint-Étienne von Châlons, Chronist[11]
  2. Nikolaus I. († nach 1189), Herr von Bazoches; ⚭ Agnes von Chérisy
    1. Nikolaus II. († 1234), Herr von Bazoches; ⚭ Agnes
      1. Nikolaus III. von Bazoches († ~1232/34)
      2. Robert († nach 1249), Herr von Bazoches
        1. Milon von Bazoches († 1290), 1263 Bischof von Soissons[12]

      3. Walter von Bazoches
      4. Nivelon von Bazoches († 1262), 1252 Bischof von Soissons[12]
      5. Fauque von Bazoches

    2. Johann von Bazoches
    3. Walter von Bazoches
    4. Jakob von Bazoches († 1241/1242), 1219 Bischof von Soissons[13]
    5. Gerhard von Bazoches († 1228), 1222 Bischof von Noyon
    6. Agnes von Bazoches; 1. ⚭ Rudolf, Herr von Château-Porcien; 2. ⚭ Erhard, Herr von Aulnay

  3. Walter von Bazoches
  4. Milon von Bazoches († 1219), 1202 Abt von Sainte-Rictrude und Saint-Pierre zu Marchiennes; 1203 Abt von Saint-Martin zu Tournai; 1205 Abt von Saint-Remi zu Reims, 1206 Abt von Saint-Médard zu Soissons
  5. Alix von Bazoches; ⚭ Gottfried von Grandpré, Herr von Château-Porcien
2. Haimo von Bazoches († 1153), 1151 Bischof von Châlons[14]

## Weblink
- SEIGNEURS de BAZOCHES (fmg.ac)